# Refuge du Prariond
Die Refuge du Prariond ist eine Schutzhütte, die sich im Département Savoie in der Region Auvergne-Rhône-Alpes befindet. Sie liegt im Quellgebiet der Isère auf einer Höhe von 2324 m im Osten des Vanoise-Massiv. Die Schutzhütte gehört der Verwaltung des Nationalparks Vanoise.

## Geschichte
Vor Errichtung der heutigen Schutzhütte bestand ca. 200 m vom jetzigen Standort bereits eine Hütte, deren Überreste noch heute sichtbar sind. Die Ruinen befinden sich in der Nähe des zu Übungszwecken genutzten Kletterfelsen. Ein Kreuz auf einem Felsblock erinnert an die «tragédie de la Galise», bei der italienische Partisanen und englische Soldaten den Tod aufgrund extremer Wetterbedingungen am 6. November 1944 fanden.
Die zur Zeit bestehende Hütte (Stand 2020) wurde im Jahr 1969 nur sechs Jahre nach dem Einrichten des Nationalparks Vanoise errichtet. In den Jahren 1989 und 1990 wurde die Hütte erweitert und modernisiert. Mit der Modernisierung der Hütte ging eine Erhöhung des Komforts einher (sanitäre Anlagen, Duschen, Stromversorgung mittel Solarpanele).

## Beschreibung
Im Sommer bietet die Hütte 36 Betten und im Winter stehen 16 Betten zur Verfügung. Sie wird in der Zeit von Ende März bis Mitte Mai und von Mitte Juni bis Mitte September bewirtschaftet.

## Zugang
Die Hütte erreicht man vom 2058 m hoch gelegenen Parkplatz Pont Saint-Charles, der ca. 3 km von Val-d’Isère entfernt an der Straße zum Col de l’Iseran liegt. Der keinerlei Schwierigkeiten aufweisende Weg führt nach zunächst steilem Anstieg durch den von der Isère geformten Einschnitt, die sogenannten Gorges de Malpasset. Für nicht trittsichere Wanderer oder Kinder ist der Weg an einigen Stellen mit einem Seil gesichert. Nachdem der Einschnitt durchwandert ist, weitet sich die Landschaft und die Hütte ist bereits sichtbar. Für den kompletten Weg sind im Winter ca. 1h15 min zu veranschlagen.

## Tourenmöglichkeiten
Vom Refuge du Prariond startet der Wanderweg zum Col de la Galise, der sich auf einer Höhe von 2987 m befindet. Auf dem Weg dorthin zweigt ein weiterer Anstieg zum Col de la Lose (2957 m). Über den Col di Rhemes kann die italienische Schutzhütte Rifugio Gian Federico Benevolo erreicht werden. Ferner ist die Hütte Ausgangspunkt für Aufstiege auf Pointe de la Galise (3343 m) oder die Grande Aiguille Rousse (3482 m).

## Besonderheit
Seit dem Sommer 2010 wird die Hütte durch eine mit Wasserkraft betriebene Klein-Turbine zusätzlich mit Strom versorgt. Die Turbine wurde am Torrent du Niolet, einem Zufluss des Isère errichtet und liefert eine Leistung von ca. 2 kW. Die Turbine ergänzt den von Solarzellen erzeugten Strom.